# Seven Days (EP)
Seven Days è il quarto EP del cantante canadese PartyNextDoor, pubblicato il 29 settembre 2017 per OVO Sound e Warner Records. Nel disco sono presenti Halsey e Rick Ross come ospiti.

## Tracce
Download digitale
1. Bad Intentions – 4:14 (testo: Jahron Brathwaite – musica: PartyNextDoor)
2. Never Played Me – 4:09 (testo: Jahron Brathwaite, McCormick, Dylan Cleary-Krell – musica: Cardiak, Dez Wright)
3. Damage (feat. con Halsey) – 3:33 (testo: Jahron Brathwaite, Ashley Frangipane, Adam Feeney, Tyler Williams – musica: Frank Dukes, T-Minus)
4. Better Man (feat. Rick Ross) – 4:37 (testo: Jahron Brathwaite, William Roberts, Ryan Martinez, David Hughes – musica: G. Ry, Prep Bijan)
5. Best Friends – 3:53 (testo: Jahron Brathwaite, Joshua Cross – musica: Cassius Jay)
6. The Right Way – 4:41 (testo: Jahron Brathwaite, Andrew Wotman – musica: Andrew Watt, PartyNextDoor)
7. Love Me Again – 3:18 (testo: Jahron Brathwaite, Bijan Amirkhani, Michael Simpson – musica: Bijan Amir, Msimp)

## Formazione
Musicisti
- PartyNextDoor – voce, produzione (tracce 1 e 6)
- Halsey – voce aggiuntiva (traccia 3)
- Rick Ross – voce aggiuntiva (traccia 4)

Produzione
- David Hughes – registrazione
- Chris Athens – mastering
- Dave Huffman – mastering
- Jaycen Joshua – missaggio
- Ben Milchev – assistente al missaggio
- David Nakaji – assistente al missaggio
- Cardiak – produzione (traccia 2)
- Dez Wright – produzione (traccia 2)
- Frank Dukes – produzione (traccia 3)
- T-Minus – produzione (traccia 3)
- G. Ry – produzione (traccia 4)
- Prep Bijan – produzione (traccia 4)
- Cassius Jay – produzione (traccia 5)
- Andrew Watt – produzione (traccia 6)
- Bijan Amir – produzione (traccia 7)
- Msimp – co-produzione (traccia 7)